# Kiemdrager
Een kiemdrager of suspensor draagt bij planten de kiembol en is het verbindingsweefsel tussen het endosperm en het embryo. Bij schimmels (Mucorales)  is het een van een paar gametangia-dragende hyfenuitgroeiingen, die zich uitstrekken van twee compatibele hyfen en de resulterende zygospore ondersteunen.
Bij planten worden kiemdragers aangetroffen in de zaadknoppen van angiospermen. Bij tweezaadlobbigen delen de kiemdragercellen gewoonlijk een paar keer periclinaal om een draadvormige kiemdrager van 6-10 cellen te vormen. De kiemdrager voorziet het groeiende embryo van voedingsstoffen en groeiregulatoren en fixeert het zich ontwikkelende embryo in de kiemopeningholte. Verder kunnen ze functioneren als een reservoir van embryogene cellen voor het geval het primaire embryo afsterft. De eerste cel van de kiemdrager richting de kiemopening raakt opgezwollen en functioneert als een haustorium. Het haustorium heeft een sterk vingervormig naar binnen ingestulpte wand, die lijkt op die van een transfercel. De top van de kiemdrager aan het basale eind van het embryo staat bekend als de hypofyse. De hypofyse vormt later de kiemwortel en het wortelmutsje. Tijdens de embryo-ontwikkeling in angiospermzaden omvat de normale ontwikkeling een asymmetrische deling van het eencellige embryo, waardoor polariteit wordt geïnduceerd. De kleinere terminale cel deelt zich om het proëmbryo te vormen, terwijl de grotere basale cel zich lateraal deelt om de kiemdrager te vormen. De kiemdrager is een tijdelijke structuur die tijdens de rijping van het zaad geprogrammeerde celdood ondergaat. De kiemdrager is analoog aan de navelstreng bij een zoogdier.
Bij sommige genetische achtergronden of bij afsterving van het embryo kunnen kiemdragercellen periclinale celdelingen (evenwijdig aan het oppervlak) ondergaan en uiteindelijk een tweede tweelingembryo vormen.

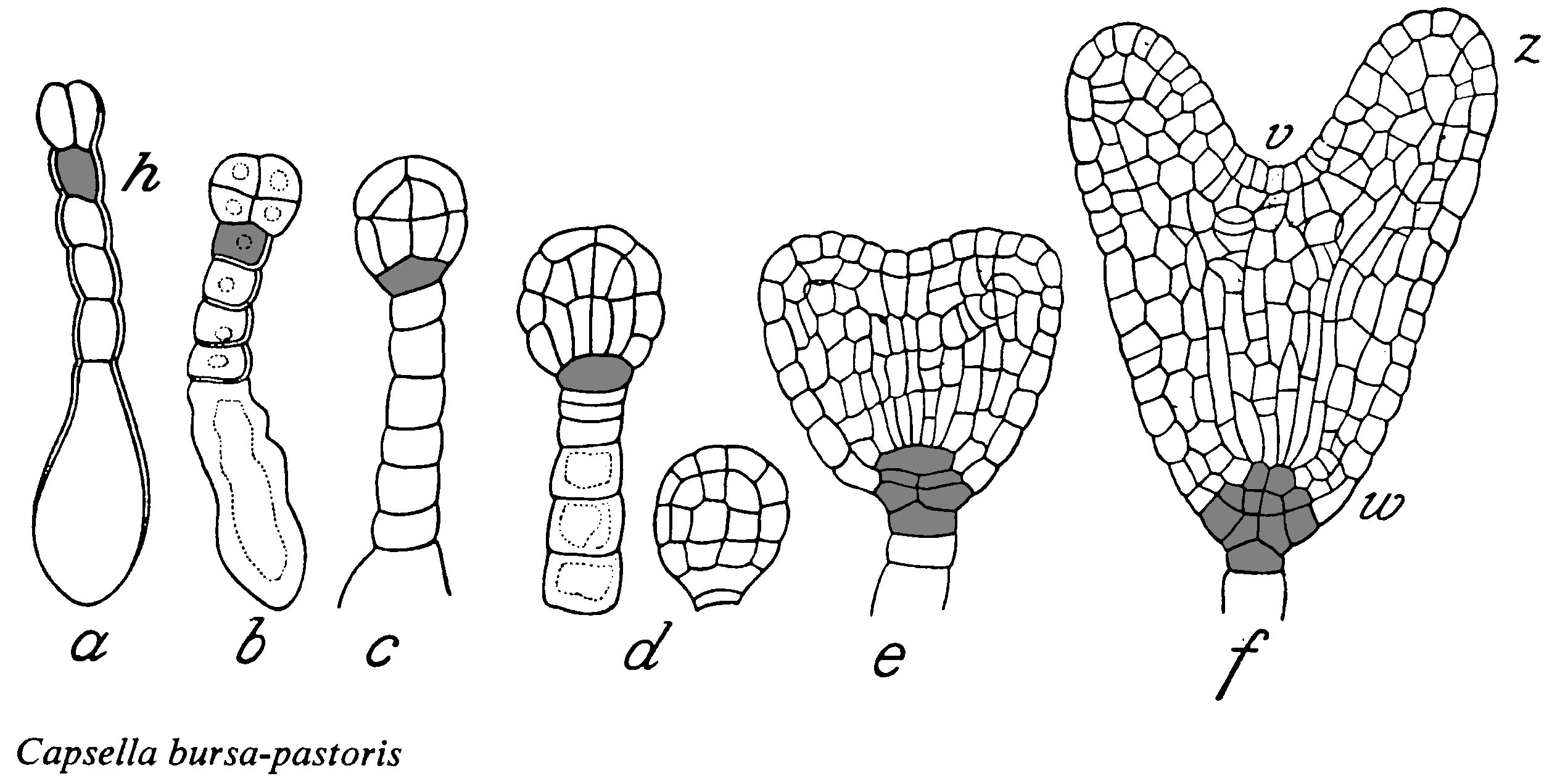
Ontwikkeling embryo bij herderstasje. a:proëmbryo met kiemdrager, h:hypofyse, b:viercellige kiembol met kiemdrager, c:achtcellig stadium, d:zestiencellig stadium, e:overgang naar het vroege hartstadium, f:hartstadium met v:stengeltop, z:zaadlobben, w:worteltje.
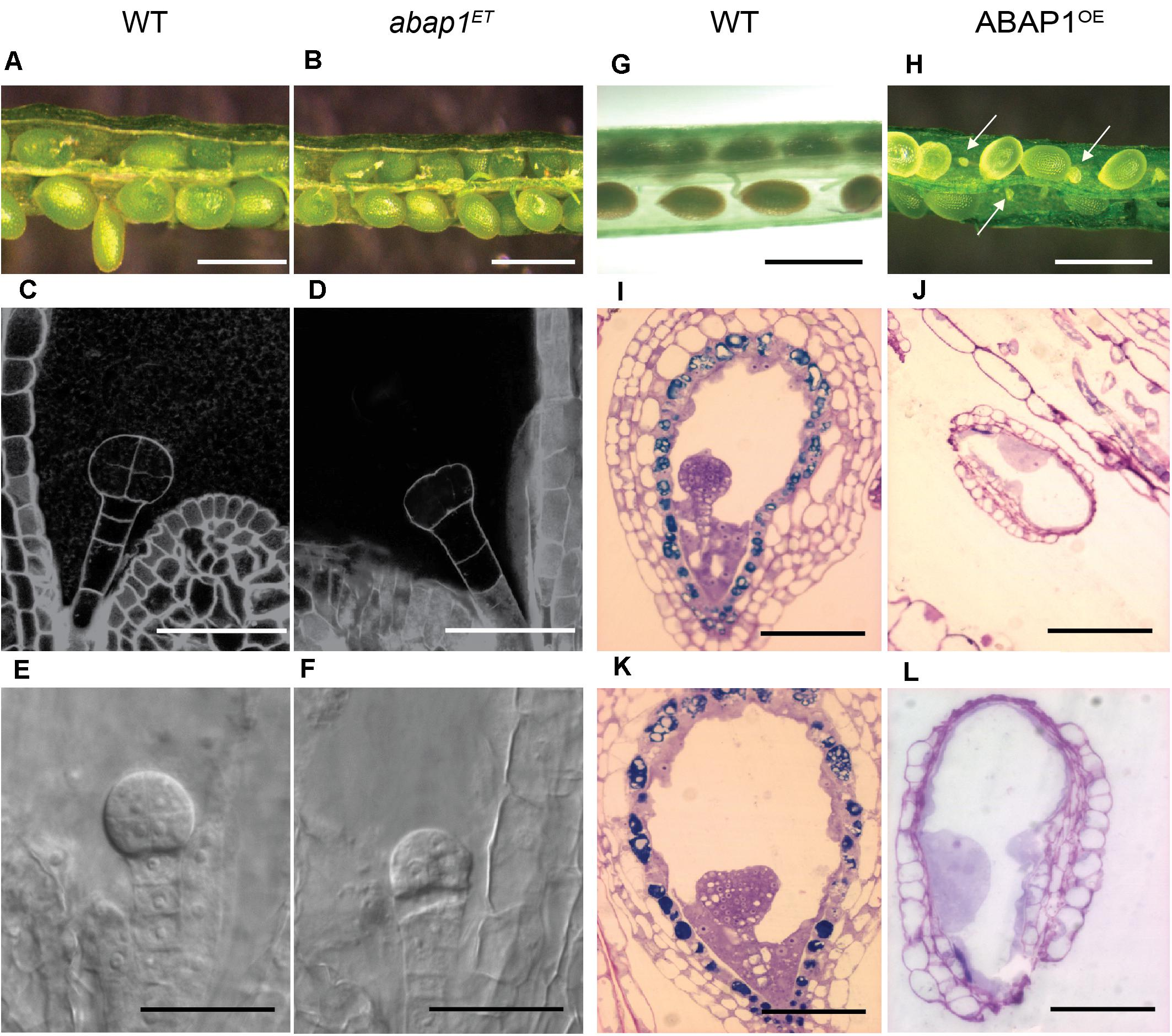
Zaadknop bij zandraket. WT=Wild type. C= achtcellig stadium, I= kiembol met kiemdrager, K= overgang naar het vroege hartstadium.
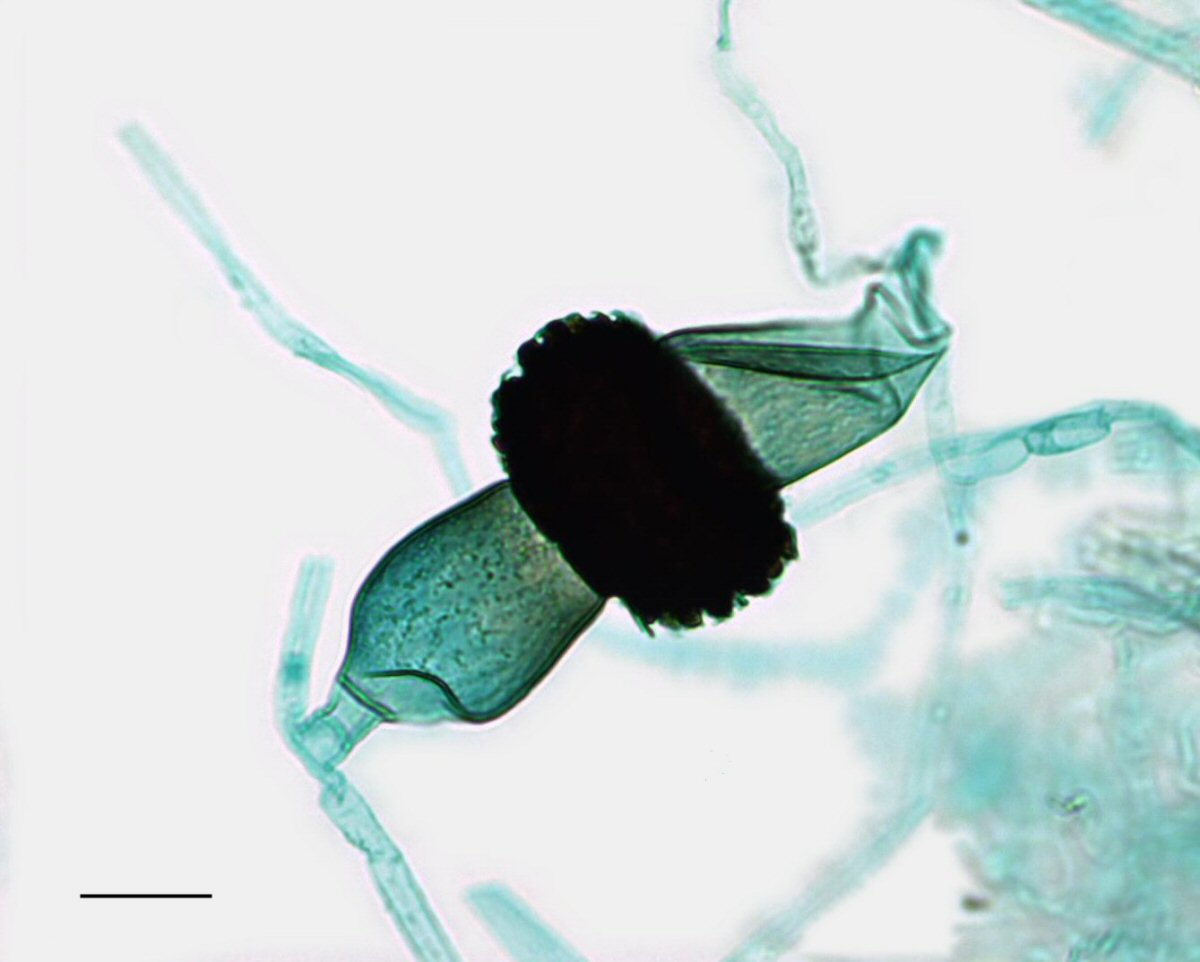
Volwassen zygosporangium van Rhizopus waaraan beide kiemdragercellen en hun hyfen nog vastzitten.